# Красавица и Чудовище (телесериал, 2012)
«Краса́вица и Чудо́вище» (англ. Beauty & the Beast) — американский драматический сериал, ремейк одноимённого телесериала 1980-х годов. Главные роли в сериале исполнили Кристин Кройк и Джей Райан. Премьера сериала состоялась 11 октября 2012 года на телеканале The CW.
13 февраля 2015 года сериал, несмотря на посредственные рейтинги, был продлен на четвёртый сезон ещё до старта третьего. 13 октября 2015 года сериал был закрыт после четырёх сезонов.

## Сюжет
Когда Кэтрин Чендлер была подростком, на неё и её мать напали киллеры. Мать Кэтрин погибла, а её саму спасло странное существо, похожее одновременно на волка и человека.
Проходит время, Кэтрин становится успешным полицейским детективом. Во время расследования очередного убийства, Кэтрин находит улику, которая приводит её к доктору Винсенту Келлеру, который был застрелен 10 лет назад во время службы в Афганистане. Выясняется, что Винсент на самом деле жив, и это он тогда спас Кэтрин от киллеров, но они оба еще не догадываются как тесно связаны их судьбы. Он жил вне общества все эти 10 лет, поскольку у него есть страшный секрет: завербованный в армию, он был генетически изменён с помощью особого стероида, и теперь он превращается в подобие вервольфа, не способного контролировать свою огромную силу и обострённые чувства. Единственный уцелевший «суперсолдат» из Афганистана, Винсент пытается сделать себе противоядие, но безуспешно. Кэтрин становится другом Винсента и соглашается хранить его секрет, после чего он начинает помогать ей в расследованиях. Постепенно они привязываются друг к другу и их дружба перерастает в нечто большее.

## Актёрский состав
| Актёр             | Персонаж             | Сезон        | Сезон        | Сезон     | Сезон     |  |
| Актёр             | Персонаж             | 1            | 2            | 3         | 4         |  |
| ----------------- | -------------------- | ------------ | ------------ | --------- | --------- |  |
| Кристин Кройк     | Кэтрин (Кэт) Чендлер | Регулярно    | Регулярно    | Регулярно | Регулярно |  |
| Джей Райан        | Винсент Келлер       | Регулярно    | Регулярно    | Регулярно | Регулярно |  |
| Макс Браун        | Эван Маркс           | Регулярно    |              |           | Гость     |  |
| Остин Бэсис       | Джей Ти Форбс        | Регулярно    | Регулярно    | Регулярно | Регулярно |  |
| Нина Лизандрелло  | Тесс Варгас          | Регулярно    | Регулярно    | Регулярно | Регулярно |  |
| Брайан Дж. Уайт   | Джо Бишоп            | Регулярно    |              |           |           |  |
| Сендхил Рамамурти | Гэбриел (Гейб) Лоуэн | Регулярно    | Регулярно    |           |           |  |
| Эмбер Скай Нойес  | Тори Виндзор         |              | Регулярно    |           |           |  |
| Николь Андерсон   | Хизер Чендлер        | Периодически | Периодически | Регулярно | Регулярно |  |
| Майкл Роарк       | Кайл Джонсон         |              |              |           | Регулярно |  |

## Разработка и производство
Телеканал The CW объявил о разработке ремейка одноимённого сериала 1980-х с Линдой Хэмилтон в начале сентября 2011 года. 18 января 2012 года телеканал заказал съёмки пилотного эпизода, которые проходили в марте-апреле того же года. 16 февраля было объявлено, что Кристин Кройк будет играть главную роль в пилоте. 11 мая 2012 года The CW утвердил пилот и заказал съёмки первого сезона. 9 ноября 2012 года телеканал продлил сериал на полный сезон, состоящий из 22 эпизодов. 8 мая 2014 года телесериал был продлен на третий сезон из тринадцати эпизодов.

## Эпизоды
| Сезон | Сезон | Эпизоды | Оригинальная дата выхода | Оригинальная дата выхода |
| Сезон | Сезон | Эпизоды | Премьера сезона          | Финал сезона             |
| ----- | ----- | ------- | ------------------------ | ------------------------ |
|       | 1     | 22      | 11 октября 2012          | 16 мая 2013              |
|       | 2     | 22      | 7 октября 2013           | 7 июля 2014              |
|       | 3     | 13      | 11 июня 2015             | 10 сентября 2015         |
|       | 4     | 13      | 2 июня 2016              | 15 сентября 2016         |

## Критика
На агрегаторе обзоров Rotten Tomatoes рейтинг одобрения составляет 19 % со средней оценкой 4,5 из 10 на основе 36 обзоров за первый сезон. Консенсус веб-сайта гласит: «Абсолютно посредственный романтический фэнтезийный сериал с глупой предпосылкой и посредственным сценарием». На Metacritic сериал был оценён на 34 балла из 100, основываясь на 19 «в целом неблагоприятных» рецензиях критиков.
Дэвид Виганд из San Francisco Chronicle назвал сериал «неубедительной драмой, превращающей традиционную сказку в фарш». Мэри Макнамара из Los Angeles Times также сделала аналогичные наблюдения, но похвалила Нину Лизандрелло, которая до сих пор остается единственным актёром, получившим положительный отзыв. Макнамара написала: «Лизандрелло играет с большим смыслом и явно заслуживает того, чтобы быть в лучшем шоу».
Смешанные, но более благоприятные отзывы были предоставлены Дэвидом Хинкли из New York Daily News и Нилом Гензлингером из The New York Times.

### Награды и номинации
| Год  | Результат | Награда                | Категория                                   | Получатель           |
| ---- | --------- | ---------------------- | ------------------------------------------- | -------------------- |
| 2013 | Победа    | Выбор народа 2012      | Любимая новая теледрама                     | Красавица и чудовище |
| 2013 | Номинация | Teen Choice Award 2013 | Выбор ТВ шоу: Фантастический телесериал     | Красавица и чудовище |
| 2013 | Номинация | Teen Choice Award 2013 | Выбор ТВ актрисы: Фантастический телесериал | Кристин Кройк        |
| 2014 | Победа    | Выбор народа 2013      | Любимый фантастический сериал               | Красавица и чудовище |
| 2014 | Победа    | Выбор народа 2013      | Любимая актриса фантастического сериала     | Кристин Кройк        |